# Gunung Glelamroja
Gunung Glelamroja är en kulle i Indonesien.   Den ligger i provinsen Aceh, i den västra delen av landet, 1 700 km nordväst om huvudstaden Jakarta. Toppen på Gunung Glelamroja är 217 meter över havet, eller 168 meter över den omgivande terrängen. Bredden vid basen är 7,7 km.
Terrängen runt Gunung Glelamroja är platt åt nordost, men åt sydväst är den kuperad.Runt Gunung Glelamroja är det tätbefolkat, med 383 invånare per kvadratkilometer. Närmaste större samhälle är Bireun, 4,5 km norr om Gunung Glelamroja. Trakten runt Gunung Glelamroja består till största delen av jordbruksmark.